# Shlomo Karhi

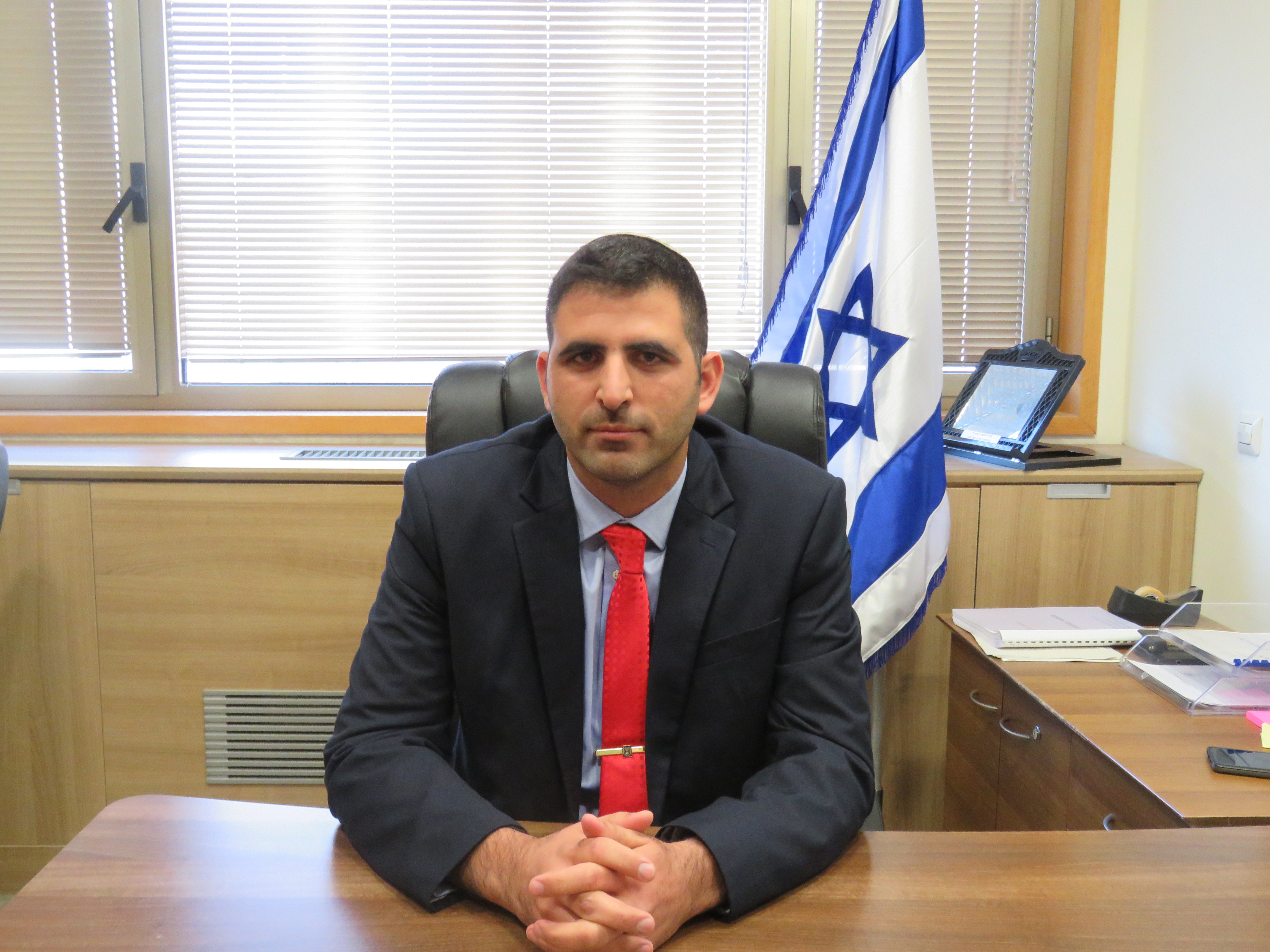
Shlomo Karhi

Schlomo Karʿi (hebräisch שְׁלֹמֹה קַרְעִי Schlomoh Qarʿī; * 6. April 1982 in Simrat) ist ein israelischer Politiker des Likud.

## Leben
Karʿi wuchs in seiner Kindheit in Simrat auf und war das älteste von 17 Kindern einer orthodox-jüdischen Familie tunesischer Herkunft. Er besuchte die jüdische religiöse Bildungseinrichtung Kisse Rachamim Jeschivah in Bnei Braq und die Hochschule Merkas HaRaw Kook in Jerusalem. In den Israelischen Verteidigungskräften des Netzach Jehuda Battaillon absolvierte er seinen Wehrdienst. Danach studierte er am Jerusalem College of Technology Wirtschaftsingenieurwesen. Karʿi lehrte am Sapir College und wurde danach Mitarbeiter an der Ben-Gurion-Universität im Negev und danach an der Bar-Ilan-Universität in Ramat Gan.
Karhi ist verheiratet, hat sieben Kinder und lebt mit seiner Familie im Moshav Simrat in der Negevwüste.
Seit 29. Dezember 2022 ist Karhi Minister für Kommunikation im Kabinett Netanjahu VI.
Ihm gelang bei der Parlamentswahl in Israel April 2019 der Einzug in die Knesset. Er wurde bei den darauffolgenden Parlamentswahlen jeweils wiedergewählt.
Im Oktober 2023 besuchte Karhi eine Konferenz in Saudi-Arabien und hielt als erster israelischer Minister eine Rede in dem Land. Darin betonte er „Respekt vor Gott und der (religiösen) Tradition“ als Gemeinsamkeit zwischen Juden und Arabern bzw. Muslimen.
Am 28. Januar 2024 nahm Karhi (sowie vierzehn weitere Minister und elf Knesset-Abgeordnete der Regierungskoalition) an einer Konferenz mit tausenden Teilnehmern für die ethnische Säuberung und jüdisch-israelische Wiederbesiedlung des Gazastreifens teil. Die prominente Rolle von Regierungsmitgliedern bei dieser rechtsextremen Konferenz verstößt mutmaßlich gegen das Urteil des Internationalen Gerichtshofs einige Tage zuvor, wonach Israel »alle in seiner Macht stehenden Maßnahmen« ergreifen muss, um einen Völkermord an der palästinensischen Bevölkerung im Gazastreifen zu vermeiden, darunter »Völkermord-Rhetorik verhindern und bestrafen«.
Anfang Juli 2025 gehörte Karhi zu den Unterzeichnern eines Briefes an Ministerpräsident Netanjahu, in dem 14 Minister der Likud-Partei sowie Knesset-Sprecher Amir Ohana (ebenfalls Likud) die sofortige Annexion des Westjordanlandes forderten.